# Fisklösen (Stora Skedvi socken, Dalarna)
Fisklösen är en sjö i Säters kommun i Dalarna och ingår i Gavleåns huvudavrinningsområde.